# Association pour la formation des cadres de l'animation et des loisirs
 (mars 2018).
Pour les articles homonymes, voir AFOCAL.
Créée en 1980, l'Association pour la formation des cadres de l'animation et des loisirs (AFOCAL) est une association de jeunesse et d’éducation populaire agissant notamment à travers la formation des animateurs volontaires et dans les accueils de loisirs et séjours de vacances (Cf. BAFA & BAFD).
L'AFOCAL est membre du Comité pour les relations nationales et internationales des associations de jeunesse et d'éducation populaire (CNAJEP)

## Présentation
L'AFOCAL a été fondée en 1979 à l'initiative d’organisateurs de séjours, d’associations familiales et de parents d'élèves et d’organismes du secteur social. Laïque, ouverte à tous, l’AFOCAL s’inscrit dans une famille de pensée d’inspiration chrétienne pour qui l’éducation contribue à construire tout l’homme, pour qu’il s’accomplisse sur le plan personnel et s’engage au service de la société.
L'AFOCAL est indépendante de toute attache politique ou confessionnelle. Elle réunit aujourd'hui de nombreuses associations et collectivités qui se reconnaissent dans les valeurs et pratiques d'Éducation populaire portées par son projet et représentent ensemble plusieurs millions de familles.
S'appuyant sur ce réseau et son projet, l'AFOCAL agit dans le domaine de l'éducation et de l'animation, notamment par la formation d'animateurs et de directeurs d'accueils collectifs de mineurs, en mettant l'accent sur la dimension éducative de leurs fonctions. Elle met en œuvre une pédagogie spécifique, l'accompagnement, avec un équilibre entre exigence de qualité dans le travail et de bienveillance à l'égard des personnes.
L'AFOCAL organise aussi des formations contre la haine, le racisme et toutes les formes de discrimination, avec par exemple, une formation au Camp des Milles d'Aix-en-Provence (un ancien camp d'internement et de déportation français durant la Seconde Guerre mondiale). De la même façon, elle travaille avec l'Observatoire de la laïcité et différents organismes religieux pour le respects des religions et de la laïcité,.

## Historique
L'organisation a été fondée en 1980 par les responsables de vingt et une associations de camps de vacances : « Devant le laxisme et les abus de non-directivité de trop de directeurs et d'animateurs, ces associations se sont unies pour sélectionner et former de vrais éducateurs qui répondent au grand besoin de sécurité des jeunes, qui aient l'esprit de service et des mœurs irréprochables, et qui ne craignent pas d'exercer leur autorité. ».
Dates clés :
- 5 janvier 1980 : Parution au Journal Officiel de l’avis de création de l’AFOCAL
- 18 avril 1980 : Agrément « Jeunesse Éducation Populaire » (renouvelé le 17 août 2005)
- 16 mai 1984 : Adoption du projet éducatif de l’association la « Déclaration fondamentale »
- 13 mars 1985 : Constitution du comité de parrainage de l’association, réunissant L-E. Petiti (ancien juge de la Cour européenne des droits de l'homme), Alfred Grosser (professeur émérite à l’Institut d'études politiques de Paris), Marcel Corneloup (président du Mouvement À Cœur Joie), France Quéré (écrivain, membre du Comité consultatif national d'éthique)
- 12 novembre 1987 : Michel Richelmy est nommé Délégué général
- 26 novembre 1990 : le Sénat accueille une conférence « Éducation et valeurs » pour fêter les 10 ans de la fondation de l’association
- 21 mars 1991 : François Dausset, fondateur de l’association, passe le relais à Jacques Ozanam pour présider l’AFOCAL
- 14 mai 1992 : Présidence de Michel Richelmy
- 24 mai 2000 : Jacques Dupoyet succède à Michel Richelmy en tant que Président
- 26 novembre 2010 : Forum anniversaire pour les 30 ans de l’association
- 22 décembre 2011 : Renouvellement de l’habilitation générale BAFA & BAFD
- 11 septembre 2014 : Marc Guidoni devient secrétaire général après plusieurs années d’exercice de la responsabilité de secrétaire général-adjoint.
- 29 décembre 2014 : Renouvellement de l’habilitation nationale BAFA & BAFD
- 23 septembre 2015 : accueil de la première « plateforme des organisateurs chrétiens d’accueils de mineurs »
- 10 octobre 2015 : lancement du plan de lutte contre les discriminations dans et par les accueils de mineurs « Vivre ensemble : j’agis avec toi ! »
- 17 novembre 2016 : agrément « service civique »
- 18 janvier 2018 : renouvellement de l’habilitation nationale BAFA & BAFD

## Le projet et les valeurs de l'AFOCAL
Les fondateurs de l'AFOCAL avaient comme racines communes le grand mouvement d'éducation populaire de l'après-guerre, le scoutisme et le dynamisme des colonies de vacances à vocation éducative. Pour les associations qui composent l'AFOCAL, l'éducation exige de ceux qui s'y consacrent, outre des qualités humaines, des compétences techniques et pédagogiques, un esprit de service, un esprit de responsabilité et la volonté d'intéresser les enfants et les adolescents à ce qui les enrichit.

## Actions
Formations
- Formation BAFA (animateurs) – BAFD (directeurs)[7].
- Formation BPJEPS (animateurs professionnels niveau 4) à Lyon et Angers
- VAE pour les diplômes de l'animation
- Formation de bénévoles et responsables associatifs
- Formations « Valeurs de la République et Laïcité » (plan CGET)
- Formations civiques et citoyennes pour volontaires en service civique

Actions sociales et éducatives
- Délégués de classe (élèves)
- Actions de sensibilisation à la lutte contre les discriminations
- Accompagnement des parents
- Actions de sensibilisation sur les pratiques numériques des enfants et des adolescents

La pédagogie utilisée par l'AFOCAL est la pédagogie de l’accompagnement. C'est une pédagogie de la réussite : elle propose aux stagiaires une action qu’ils peuvent réussir et qui contribue à la construction de leur personnalité autant qu’au développement de leurs compétences.

## Organisation

### Administration générale
Union d'associations, l'AFOCAL est dirigée par un Conseil d'administration de 12 à 18 membres bénévoles, élus, parmi les représentants des associations adhérentes à l'Assemblée générale, qui les réunit chaque année au mois de mai.
Une équipe nationale assure l’animation du réseau des délégations et associations régionales, sous la conduite du secrétaire général, qui est responsable de l’exécutif de l’association.

### Organisation territoriale
L’AFOCAL est implantée dans 10 régions métropolitaines : Auvergne-Rhône-Alpes, Bretagne, Centre-Val de Loire, Grand Est, Hauts-de-France, Île-de-France, Normandie, Occitanie, Pays de la Loire, Provence-Alpes-Côte d'Azur.
Deux associations affiliées, AFOCAL Polynésie française, située à Tahiti et AFOCAL Nouvelle-Calédonie assurent la représentation de l'AFOCAL Outre-mer. Un développement est lancé depuis quelques mois en Guyane française.
L'AFOCAL Polynésie organise notamment dans le quartier de Sainte-Thérèse, à Taunoa un centre aéré sans hébergement et implique les enfants dans la vie citoyenne et les problèmes environnementaux.

## Quelques chiffres
7500 stagiaires BAFA & BAFD en 2017
D'après le rapport d'activités 2016 :
- 28 permanents
- 10 délégations régionales (formation)
- 424 sessions
- 41 personnes morales adhérentes
- plus de 150 collectivités partenaires

## Associations adhérentes de l'AFOCAL
L’AFOCAL est composée de plus de 30 personnes morales représentant le champ de l’animation (organisateurs d’accueils collectifs de mineurs, mouvements de scoutisme), de l’éducation (parents d’élèves, associations familiales) ou du social parmi lesquelles.

## Agréments
- Jeunesse Éducation Populaire (agrément national délivré par le Ministère de chargé de la Jeunesse)
- Organisme de formation BAFA & BAFD (habilitation nationale délivrée par le Ministère chargé de la jeunesse)
- Service civique

## Publications
L’AFOCAL coédite avec le Journal de l’Animation trois ouvrages de référence pour l’animation volontaire :
- Le cahier de l’animateur (2ème édition)  (ISBN 978-2-35058-221-4)
- Le cahier du directeur d’ACM  (ISBN 978-2-35058-250-4)
- Le cahier du formateur BAFA  (ISBN 978-2-35058-244-3)

L'AFOCAL publie des ouvrages autour du thème de l'animation socioculturelle dans sa collection « Les cahiers de l'AFOCAL » ((BNF 37142162),  (ISSN 1296-5146)).
- Roger Soncarrieu, Mini-guide à usage des associations pratiquant le scoutisme : réglementation des centres de vacances et de loisirs / Roger Soncarrieu, Versailles, Afocal, coll. « Les cahiers de l'AFOCAL », 1999 (ISBN 978-2-9503842-2-5, OCLC 468408453, BNF 37177052)